# Edestochilus allioides
Edestochilus allioides är en tvåvingeart som först beskrevs av Pritchard 1961.  Edestochilus allioides ingår i släktet Edestochilus och familjen gallmyggor.
Artens utbredningsområde är Kalifornien. Inga underarter finns listade i Catalogue of Life.